# ماریا تولکاچوا
ماریا تولکاچوا (روسی: Мария Юрьевна Толкачёва؛ زادهٔ ۸ اوت ۱۹۹۷) ژیمناست اهل روسیه است.
وی همچنین برندهٔ جوایزی همچون نشان دوستی شده‌است.